# Доситей Охридски и Македонски
Доситей архиепископ охридски и македонски (на македонска литературна норма: Доситеј) е пръв предстоятел на Македонската православна църква.

## Биография
Доситей е роден като Димитрие Стойкович (на сръбски: Димитрије Стојковић; на македонска литературна норма: Димитар Стојковски) в 1906 година в Смедерево, Сърбия, в семейството на сърбомани, патриаршисти от Маврово, тогава в Османската империя, днес в Северна Македония.
Избран е за глава на новооснованата Македонска православна църква на Втория църковно-народен събор през 1958 година, а от 18 юли 1967 година е глава на самопровъзгласилата се на Третия църковно-народен събор за автокефална Македонска църква. Умира в Скопие в 1981 година. Погребан е в църквата „Свети Димитър“ в столицата Скопие.